# أحمد الناجي
أحمد الناجي ممثل مغربي ولد بمدينة سلا سنة 1950 ،شارك في عدد من المسلسلات والأفلام المغربية.يعد واحدا من رواد الفن المغربي 

## مسيرته
أحمد الناجي واحد من بين الفنانين الذي ارتبط اسمه بمدينة سلا. قضى فترة رفقة فرقة فنون المسرح الذي ترأسها الفنان والكاتب المسرحي أنور الجندي. ازداد الفنان أحمد الناجي بن بهاج سنة 1950 بمدينة سلا وتربى في كنف أسرة متوسطة، وكان الابن الوحيد لها ولهذا السبب أطلق عليه اسم الناجي لظروف طبيعية وربانية نظرا لوفاة مجموعة من إخوانه الذكور هذا الأخير الذي يعتقد البعض بأن اسمه الحقيقي العائلي الناجي بحكم أنه الابن الأكبر لأسرة أمر الأب على إلحاق الابن في حقوق الدراسة فكانت البداية في مدرسة سيدي الهاشمي بدرب لعلو، درس مبادئ اللغة العربية والقرآن، ومن ثم التحق بالمدرسة المحمدية قرب المسجد الأعظم منذ الطفولة بدأ الحس الفني عند أحمد الناجي يظهر بين عائلته وأصدقائه وذلك بتقليد شخصيات المدينة وأعيانها.سنة 1962 حصل الناجي على الشهادة الابتدائية ثم التحق بثانوية النهضة لمتابعة دراسته الثانوية. إذ ذاك برزت ميوله للفن المسرحي من خلال حفلات آخر السنة للمتوجين في مختلف الفنون، المسرح- الموسيقى. وفي العرائس والسكيتشات إلخ...إلى نصف سنة 1965 بمعهد الرباط للتمثيل وكانت آنذاك البوابة للدخول إلى عالم الفن الاحترافي وكانت البداية مع فرقة هواة المسرح بمدينة سلا على غرار مجموعة من الفرق مثل فرقة القناع الصغير بالرباط التي انظم إليها مباشرة والذي كان من بين أفرادها : عباس إبراهيم ونبيل لحلو وعبد اللطيف الدشراوي وأحمد الطيب العلج ومحمد الرزين.
تجربة أحمد الناجي مع فرقة هواة المسرح وفرقة القناع الصغير كانت بالنسبة إليه الانطلاقة الحقيقية نحو الاحترافية. وفي سنة 1970 التحق الفنان أحمد الناجي بفرقة أحمد الطيب لعلج التي كانت تظم خيرة الممثلين أمثال الفنان محمد الجم، نزهة الركراكي، عزيز موهوب،فاطمة الركراكي، مليكة العمري، الحاج أحمد العماري.
استمرت المجموعة سنوات قدمت من خلالها مجموعة من الاأعمال ( النشبة/ قاضي الحلقة/ الحكيم فنقون/ الرهوط ).
هذه الأعمال لم يستفد من خلالها على المستوى المادي، فكان من الواجب البحث على دخل قار لضمان مستقبله دون الابتعاد على ميدانه الأصلي، وبما أنه كان بارعا ومتمكنا من الأدوات المسرحية طلب من إدارة المسرح الوطني محمد الخامس أن تمنحه شهادة إدارية تبين مقدرته الفنية على مستوى التمثيل، التحق بفرقة التمثيل لدار الإذاعة و سجل معها مجموعة من المسلسلات والتمثيليات رفقة مجموعة من الفنانين أمثال فاطمة بلمزيان، رشيدة الحراق، محمد أحمد البصري، الهاشمي بن عمر، مولاي عبد الله العمراني، حبيبة المذكوري، المحجوب الراجي.
وفي أواخر الثمانينات التحق بفرقة فنون للمسرح و قدم من خلالها مجموعة من الأعمال مثل : كلها يلغي بلغاه/ الصراحة راحة/ الدربوكة الضربوخي/ لالة بنتي/ المبلوني/ سعدي براجلي/ الله يطعمنا حلال.

## روابط خارجية
- أحمد الناجي على موقع IMDb (الإنجليزية)
- أحمد الناجي على موقع ألو سيني (الفرنسية)
- أحمد الناجي على موقع قاعدة بيانات الفيلم (الإنجليزية)